# Ludwig Scotty

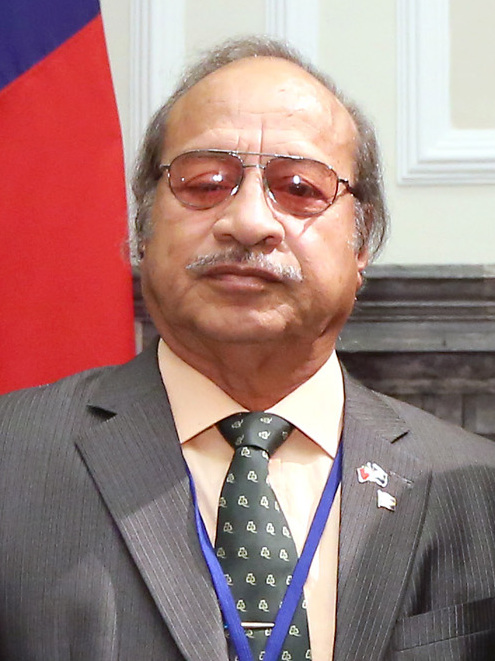
Ludwig Scotty, 2015

Ludwig Derangadage Scotty (* 20. Juni 1948 in Anabar) war vom 29. Mai bis zum 8. August 2003 und vom 22. Juni 2004 bis zum 19. Dezember 2007 Präsident der Republik Nauru.
Scotty wuchs in Anabar im Norden Naurus auf; er besuchte von 1960 bis 1964 die Sekundarschule und studierte an der University of the South Pacific in der fidschianischen Hauptstadt Suva Straf- und Privatrecht. Am 15. März 1983 wurde er erstmals für seinen Wahlkreis Anabar ins Parlament gewählt; in seiner langjährigen Amtszeit als Parlamentarier war Scotty zeitweise auch Vorsitzender der Bank of Nauru, der Nauru Rehabilitation Corporation und im Vorstand der Air Nauru.
Scotty diente von den späten 1990er Jahren bis 2000 als Parlamentssprecher und war unter Bernard Dowiyogo von 1992 bis 1995 Gesundheitsminister, im Januar 2003 und nach Dowiyogos Tod unter Derog Gioura auch Justizminister. Nach der Interimsverwaltung Giouras wurde Scotty nach den Parlamentswahlen vom März 2003 mit einem Votum von 10 zu 7 zum Präsidenten gewählt. Er besiegte dabei den Führer der Centre Party und früheren Präsidenten Kinza Clodumar. Mit dem Segen der abtretenden Verwaltung um Gioura beschloss Scotty, nach dem Beinahe-Bankrott die Staatsbeamten zu bezahlen, die Beziehungen mit den USA zu stärken und Wege für eine stabile Wirtschaft zu entwickeln.
Scottys Kabinett bestand aus ihm selbst als Außenminister, Baron Waqa aus Boe als Innenminister, David Adeang aus Ubenide als Finanzminister, Kieren Keke aus Yaren als Gesundheitsminister, Russell Kun aus Ubenide als Justizminister und Dogabe Jeremiah aus Meneng als Minister für Öffentlichkeitsarbeit.
Scotty wurde durch eine knappe Misstrauensabstimmung mit 8 zu 9 Stimmen gegen ihn im August 2003 verdrängt und durch René Harris ersetzt. Am 7. April 2004 trat er als Parlamentssprecher zurück und bewirkte damit einen 46-tägigen „Deadlock“ des Parlaments. Erst als am 22. Juni 2004 Finanzminister Clodumar die Seiten wechselte, konnte er mit einem erneuten Misstrauensvotum Harris wieder verdrängen und ist seither wieder im Amt. Das Kabinett bestand weitgehend aus den gleichen Parlamentariern wie während seiner ersten Amtsperiode.
Am 1. Oktober 2004 rief Scotty den nationalen Notstand auf Grund ökonomischer Krisen aus und löste zugleich das Parlament auf; er setzte die Neuwahlen auf den folgenden 23. Oktober. Zudem suspendierte er Parlamentssprecher Russell Kun von seinem Amt, um weitere parlamentarische Handlungen bis zu den Neuwahlen zu unterbinden. Scotty und seine liberal-reformistische Gefolgschaft gewannen die Parlamentswahlen deutlich; er wurde als Parlamentarier bestätigt. Am 27. Oktober benannte Scotty sein Kabinett. David Adeang blieb Finanzminister, Kieren Keke blieb Gesundheitsminister und Baron Waqa blieb Bildungsminister. Godfrey Thoma wurde neuer Justizminister und Frederick Pitcher neuer Industrieminister.
Nach einer vergleichsweise ruhigen Legislatur zog Scotty im Juli 2007 die Parlamentswahlen um zwei Monate von Oktober auf August vor. Am 25. August 2007 errang die Gefolgschaft um ihn erneut einen überlegenen Sieg und sicherte sich 14 der 18 Sitze im Parlament. Am 28. August wurde er vom Parlament gegen Herausforderer Marcus Stephen mit 14 zu 3 Stimmen im Amt bestätigt. Bei einem Misstrauensvotum von 10 zu 7 Stimmen am 19. Dezember wurde er aber doch noch von Stephen verdrängt. Scotty verblieb als Parlamentarier in der Politik.
Während Scotty im 21. Parlament noch Sprecher war, wurde er 2016 nicht wieder gewählt. Nachdem sein Gegenkandidat zu einer Haftstrafe verurteilt worden war, gelang ihm bei einer Nachwahl am 30. Mai 2019 der Wiedereinzug ins Parlament.
Scotty ist verheiratet und hat sieben Kinder und Enkelkinder. Neben Schach als Hobby verfolgt er auch intensiv die Australian-Football-Spiele in Nauru und Australien.